# The Voice Hrvatska (3. sezona)
The Voice Hrvatska je glazbeni reality talent show, dio franšize The Voice temeljen na nizozemskom showu The Voice of Holland.
23. svibnja 2019. raspisan je natječaj za treću sezonu s rokom prijave do 23. lipnja 2019. Treća sezona emitirat će se na HRT-u subotama od 7. prosinca 2019. do 22. veljače 2020. Od treće sezone prestao se koristiti podnaslov 'Najljepši glas Hrvatske' rezultirajući promjenom imena u samo "The Voice Hrvatska".
HRT je 2. listopada 2019. objavio da je od oko 2000 prijavljenih kandidata na audicije primljeno samo njih 79. Ujedno su objavljeni i novi mentori. Od stare postave ostao je samo Ivan Dečak, kojem se pridružuju Vanna,  Massimo Savić i Davor Gobac.

## Koncept
Treća sezona se vraća s ponešto izmijenjenim konceptom, prije svega nakon audicija slijedi najprije nokaut faza, a tek za tim dvoboji natjecatelja (u prvoj sezoni nokaut faze nije bilo, a u drugoj su dvoboji prethodili nokautu.) Natjecanje je televizijski serijal od 12 emisija koji proizvodi HRT i sastoji se od postupka prijava i predizbora (početni eliminacijski postupak u dva dijela - ne emitira se na televiziji), audicije (5 emisija), nokauta (3 emisije), dvoboja (1 emisija) i natjecanja uživo (3 emisije).

### Audicija
Audicija se sastoji od 5 televizijskih emisija (1. – 5. emisija) tijekom kojih će mentori, četiri uspješne osobe u glazbenoj industriji, odabrati 40 natjecatelja (svaki mentor po njih 10) koji nastavljaju natjecanje u sljedećem krugu – nokautu. Tijekom audicije, odnosno izvođenja pjesama, mentori ne vide natjecatelje jer su im okrenuti leđima. Njihove odluke o izboru temelje se isključivo na glasu. Ako mentor želi odabrati natjecatelja, stisnut će tipku 'Moj glas!' i okrenuti se prema izvođaču. U slučaju da je više od jednog mentora odabralo istog natjecatelja, mentora odabire natjecatelj. (Snimanje u listopadu 2019.)

### Nokaut
Nokaut se sastoji od 3 televizijske emisije (6. – 8. emisija) tijekom kojih će mentori odabrati 24 natjecatelja (svaki mentor po njih 6) koji nastavljaju natjecanje u sljedećem krugu – dvoboju. U tri emisije nokauta mentori suprotstavljaju natjecatelje iz svoje ekipe koji, jedan za drugim, pjevaju po jednu pjesmu pred gledateljima u studiju (svaki mentor po 10 natjecatelja). Raspored nastupa natjecatelja u pojedinoj emisiji nokauta utvrđuje mentor. Nakon izvedbe natjecatelja iz njegove ekipe, mentor u svakoj emisiji nokauta mora odabrati: najmanje jednog (1) natjecatelja koji nastavlja natjecanje u sljedećem krugu - dvoboju, najmanje jednog (1) natjecatelja za kojega natjecanje završava te najviše jednog (1) natjecatelja za finale nokauta. Na kraju 8. emisije, u finalu nokauta, u slučaju da mentor nije odabrao 6 natjecatelja koji sudjeluju u sljedećem krugu - dvoboju, mentor poziva najviše tri (3) natjecatelja iz svoje ekipe koji pjevaju drugu pjesmu pred gledateljima u studiju. Nakon izvedbe natjecatelja iz njegove ekipe, mentor mora odabrati one koji nastavljaju natjecanje u sljedećem krugu – dvoboju. (Snimanje u prosincu 2019.)

### Dvoboj
Dvoboj se sastoji od 1 televizijske emisije (9. emisija) tijekom koje će mentori odabrati 16 natjecatelja (svaki mentor po 4, i to tri natjecatelja nakon dvoboja i jednog preuzetog natjecatelja) koji nastavljaju natjecanje u sljedećem krugu – natjecanju uživo. Tijekom dvoboja mentori suprotstavljaju po dva natjecatelja iz svoje ekipe koji pjevaju u duetu istu pjesmu pred gledateljima u studiju (3 dueta za svaku ekipu, odnosno mentora). Odmah nakon izvedbe dueta mentori moraju odabrati po jednog natjecatelja iz svakog dueta za sljedeći krug – natjecanje uživo. Natjecatelja kojeg mentor ne odabere za nastavak natjecanja može preuzeti jedan od preostala tri mentora (ova mogućnost uvedena je u drugoj sezoni). Svaki mentor može preuzeti samo jednog natjecatelja tijekom dvoboja. U slučaju da je više od jednog mentora odabralo istog natjecatelja mentora izabire natjecatelj.

### Emisije uživo
Nakon dvoboja slijedi natjecanje uživo. To je završni dio natjecanja u kojem se sudionici natječu jedni protiv drugih tijekom 3 tjedna za naslov - najljepši glas Hrvatske. Natjecanje uživo sastoji se od 3 emisije (10. – 12. emisija), i to: jednog natjecanja uživo, jedne polufinalne i jedne finalne emisije uživo.
U 10. emisiji natječe se 16 natjecatelja, u natjecanju ih ostaje 8. Uz mentore odlučuju i gledatelji glasovanjem. U 11. emisiji (polufinalnoj) natječe se 8 natjecatelja, a natjecanje nastavlja njih 4. U 12. emisiji (finalnoj) natječu se 4 natjecatelja i proglašava se pobjednik natjecanja. U zadnje dvije emisije natjecatelje ocjenjuju isključivo gledatelji glasovanjem. Nakon završetka glasovanja u 12. emisiji (finalnoj) proglašava se pobjednik natjecanja, a to je natjecatelj s najvećim brojem pristiglih glasova.
Nagrada za pobjednika natjecanja jest Ugovor o isključivom raspolaganju pravima s pravom opcije s Universal Music Groupom.